# ZG Mobili (equip ciclista)
L'equip ZG Mobili (codi UCI: ROS) va ser un equip ciclista italià de ciclisme en ruta que va competir de 1991 a 1997.

## Història
L'equip es fundà el 1991 amb la base de l'antic equip del Malvor-Bottecchia. El 1995 Gianni Savio, va deixar l'equip i va anar a fundar el Gaseosas Glacial-Selle Italia, i arribava el patrocinador rus Roslotto.
L'equip va desaparèixer el 1997 i una part de l'estructura va anar a formar el nou equip Ballan.

## Principals resultats

### A les grans voltes
- Giro d'Itàlia
  - 7 participacions (1991, 1992, 1993, 1994, 1995, 1996, 1997)
  - 7 victòries d'etapa:
    - 1 el 1991: Gianluca Pierobon
    - 1 el 1993: Massimo Ghirotto
    - 2 el 1994: Massimo Ghirotto, Andrea Ferrigato
    - 1 el 1996: Alexander Gontxenkov
    - 2 el 1997: Dmitri Kónixev, Mario Manzoni

- Tour de França
  - 5 participacions (1993, 1994, 1995, 1996, 1997)
  - 1 victòria d'etapa:
    - 1 el 1994: Nelson Rodríguez

## Classificacions UCI
| Temporada | Classificació per equips | Millor ciclista en la classificació individual |
| --------- | ------------------------ | ---------------------------------------------- |
| 1995      | 18è                      | Stefano Colagè (29è)                           |
| 1996      | 7è                       | Andrea Ferrigato (22è)                         |
| 1997      | 17è                      | Alexander Gontxenkov (27è)                     |